# Myxexoristops stolida
Myxexoristops stolida är en tvåvingeart som först beskrevs av Stein 1924.  Myxexoristops stolida ingår i släktet Myxexoristops och familjen parasitflugor. Arten är reproducerande i Sverige. Inga underarter finns listade i Catalogue of Life.